# Carolina Venegas
Carolina Paola Venegas Morales (San José, Costa Rica, 28 de septiembre de 1991) es una futbolista costarricense que juega como delantera en el Deportivo Saprissa de la Primera División de Costa Rica. Es la primera mujer que anota más de 149 goles con la institución del Deportivo Saprissa.

## Trayectoria

### San José F. C.
En el 2007, Carolina debutó en la máxima categoría costarricense, donde obtuvo su primer cetro al quedar campeonas en el mismo año.

### Arenal de Coronado
Estuvo con el equipo de Arenal de Coronado, en el que tuvo dos títulos de campeonato en los años 2010 y 2011.

### F. C. Sport 39
En el 2011, Carolina se va al equipo de F. C. Sport 39 en Finlandia.

### Deportivo Saprissa
En el año 2011 se unió al Deportivo Saprissa en donde tuvo 3 títulos nacionales entre los años 2012, 2014 y 2015.

### Madrid C. F. F.
En el año 2015 se unió al Madrid C. F. F., en el 2016 se desvincula del conjunto español.

### Deportivo Saprissa
En el 2016 se unió al Deportivo Saprissa, desvinculándose en el mismo año.

### F. C. Santa Clarita
En 2017 llega a tierras estadounidenses del F. C. Santa Clarita.

### Sporting de Lisboa
En el 2017, se unió al Sporting de Lisbo de Portugal, consiguiendo el título del Campeonato de Portugal, la Supercopa de Portugal, y la Copa

### Deportivo Saprissa

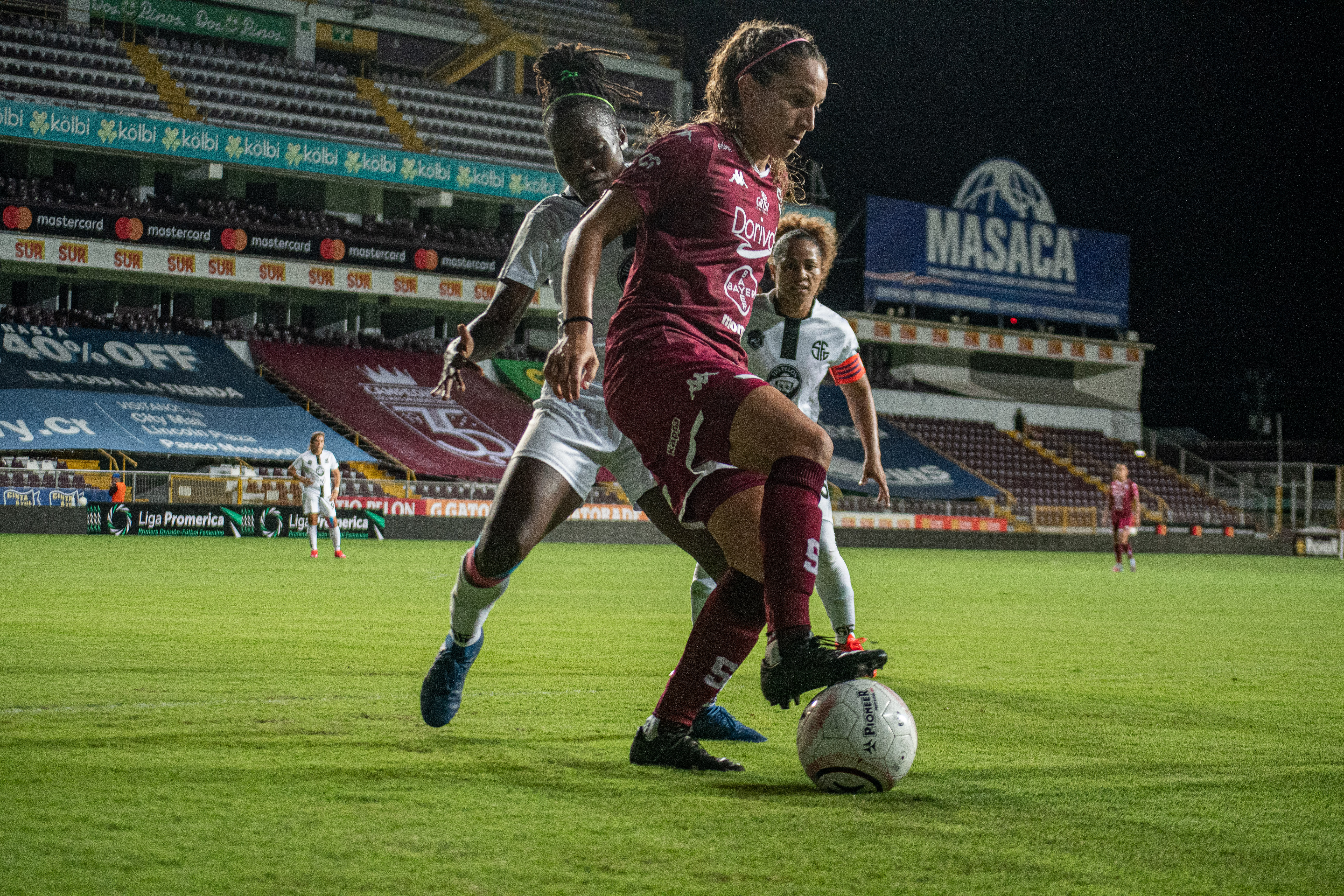
Carolina Venegas defendiendo el balón

En el 2018 regresa al Deportivo Saprissa, consagrándose campeonas en ese mismo año de la máxima categoría costarricense. Obtuvo participación en la Copa Interclubes de la Uncaf, en la que fue autora de la segunda anotación del encuentro ante el UNAN de Nicaragua por la final de dicha copa, para después finalizar el partido con el marcador 2-0, consagrándose campeonas del primer título internacional con el Deportivo Saprissa.

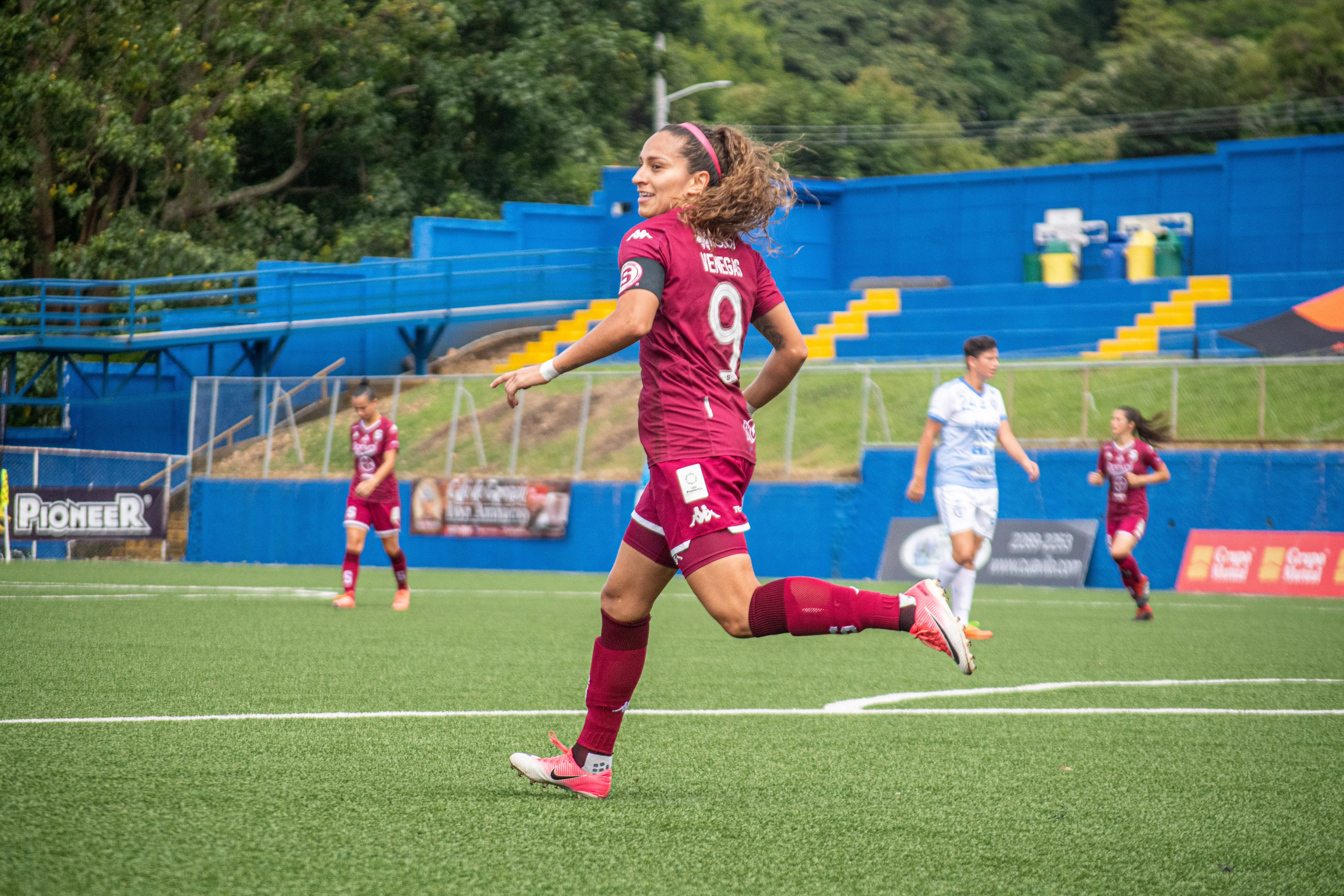
Carolina Venegas celebrando su anotación contra el Suva Sports en el 2020

El 13 de septiembre de 2020, se enfrentó ante el C. S. Herediano por la fecha 10 del Torneo Clausura 2020 en el Estadio Nicolás Masís, en el que fue autora de una anotación, finalizando con la victoria 1-2, Carolina Venegas sumó su gol número 100, vistiendo los colores del Deportivo Saprissa, convirtiéndose en la primera mujer en llegar a tal cifra con la institución morada.

### Atlas F. C.
En el año 2022 se unió al Atlas F. C. de la Primera División de México. El 17 de septiembre, realizó su primera anotación con las rojinegras, contra el Atlético de San Luis, siendo el gol al minuto 35, el conjunto rojinegro fue derrotado en el marcador final por 2-3. El 13 de junio de 2023, se desvincula del equipo.

### Deportivo Saprissa
El 19 de junio de 2023, se anunció el fichaje al Deportivo Saprissa hasta el 2025.

## Selección nacional

### Categorías inferiores
Venegas disputó dos mundiales en categorías inferiores con Costa Rica en el sub-17 en Nueva Zelanda 2008 y en el sub-20 de Alemania 2010.

#### Participaciones en Copas del Mundo
| Mundial                     | Sede          | Resultado      |
| --------------------------- | ------------- | -------------- |
| Copa Mundial Sub-17 de 2008 | Nueva Zelanda | Fase de grupos |
| Copa Mundial Sub-20 de 2010 | Alemania      | Fase de grupos |

### Selección absoluta
En el 2010 tuvo su debut con la selección de Costa Rica, desde ese entonces, ha sido jugadora de la selección.
Venegas disputó la Copa Mundial 2015 con sede en Canadá. El 9 de junio de 2015 disputó el primer partido de fase de grupos contra España, en el que fue alineada como titular, disputó 80 minutos en el empate 1-1. En el segundo partido, fue relegada al banco de suplencia contra Corea del Sur, el encuentro finalizó con un empate 2-2. En el tercer partido, fue contra la selección sudamericana de Brasil, Venegas ingresó al minuto 57 por Cristin Granados, el encuentro finalizó con derrota 0-1, Costa Rica se ubicó en la tercera posición con 3 puntos, en la primera fase de grupos.

#### Participaciones en Copas del Mundo
| Mundial           | Sede   | Resultado      | Partidos | Goles |
| ----------------- | ------ | -------------- | -------- | ----- |
| Copa Mundial 2015 | Canadá | Fase de grupos | 2        | 0     |

## Clubes
| Club                | País           | Año       |
| ------------------- | -------------- | --------- |
| San José F. C.      | Costa Rica     | 2007-2010 |
| Arenal de Coronado  | Costa Rica     | 2010-2011 |
| F. C. Sport 39      | Finlandia      | 2011-2012 |
| Deportivo Saprissa  | Costa Rica     | 2012-2015 |
| Madrid C. F. F.     | España         | 2015-2016 |
| Deportivo Saprissa  | Costa Rica     | 2016      |
| F. C. Santa Clarita | Estados Unidos | 2017      |
| Sporting de Lisboa  | Portugal       | 2017-2018 |
| Deportivo Saprissa  | Costa Rica     | 2018-2022 |
| Atlas F. C.         | México         | 2022-2023 |
| Deportivo Saprissa  | Costa Rica     | 2023-Act  |

## Palmarés

### Títulos nacionales
| Título                         | Equipo             | País       | Año  |
| ------------------------------ | ------------------ | ---------- | ---- |
| Primera División de Costa Rica | San José F. C.     | Costa Rica | 2007 |
| Primera División de Costa Rica | Arenal de Coronado | Costa Rica | 2010 |
| Primera División de Costa Rica | Arenal de Coronado | Costa Rica | 2011 |
| Primera División de Costa Rica | Deportivo Saprissa | Costa Rica | 2012 |
| Primera División de Costa Rica | Deportivo Saprissa | Costa Rica | 2014 |
| Primera División de Costa Rica | Deportivo Saprissa | Costa Rica | 2015 |
| Primera División de Portugal   | Sporting de Lisboa | Portugal   | 2017 |
| Supercopa de Portugal          | Sporting de Lisboa | Portugal   | 2017 |
| Copa de Portugal               | Sporting de Lisboa | Portugal   | 2018 |
| Primera División de Costa Rica | Deportivo Saprissa | Costa Rica | 2018 |
| Torneo de Copa de Costa Rica   | Deportivo Saprissa | Costa Rica | 2024 |

### Títulos internacionales
| Título                             | Equipo                  | Sede       | Año  |
| ---------------------------------- | ----------------------- | ---------- | ---- |
| Juegos Deportivos Centroamericanos | Selección de Costa Rica | Costa Rica | 2013 |
| Copa Interclubes de la Uncaf       | Deportivo Saprissa      | Nicaragua  | 2019 |

### Distinciones individuales
| Distinción                                                                                | Año  |
| ----------------------------------------------------------------------------------------- | ---- |
| Máxima goleadora de la Primera División de Costa Rica (21 goles)                          | 2014 |
| Máxima goleadora de la Primera División de Costa Rica (45 goles)                          | 2015 |
| Máxima goleadora de la Primera División de Costa Rica del Torneo Clausura 2021 (14 goles) | 2021 |
| Máxima goleadora de la Primera División de Costa Rica del Torneo Clausura 2023 (8 goles)  | 2023 |